# Systole coriandri
Systole coriandri är en stekelart som beskrevs av Gussakovsky 1933. Systole coriandri ingår i släktet Systole och familjen kragglanssteklar. Inga underarter finns listade i Catalogue of Life.